# Graphe auto-complémentaire
 (avril 2020).
Si vous disposez d'ouvrages ou d'articles de référence ou si vous connaissez des sites web de qualité traitant du thème abordé ici, merci de compléter l'article en donnant les références utiles à sa vérifiabilité et en les liant à la section « Notes et références ».

Exemple de graphe auto-complémentaire.

Un graphe auto-complémentaire est un graphe isomorphe à son complémentaire.